# Pentace excelsa
Pentace excelsa är en malvaväxtart som beskrevs av Kochummen. Pentace excelsa ingår i släktet Pentace och familjen malvaväxter. Inga underarter finns listade i Catalogue of Life.